# 王毛仲
王毛仲（？—731年），高句丽人，唐朝禁军将领。开始是临淄王李隆基的家奴。李隆基成为太子後，负责东宫的马驼鹰狗等坊。
在唐隆政变、先天政變頗立功勳。李隆基继位為唐玄宗，授为大将军。先天二年（713年），因为诛杀萧至忠等有功，升为辅国大将军。，进封霍国公，受玄宗宠信。历任左武卫大将军、行太仆卿。开元九年，为朔方道防御讨击大使，加开府仪同三司。后来居功，求为兵部尚书，不得，有怨色，又结党营私，骄横贪求，触怒唐玄宗，又得罪了高力士。开元十八年，玄宗还封他刚出世的儿子为五品官，但據說他有「怨懟之詞」，在高力士进言下，玄宗很快下了处理他的决心。开元十九年，他被流放到零陵，在永州被赐死。禁軍將領葛福順與毛仲為兒女親家，亦遭流放。

## 子女
随着王毛仲的失势，他的几个儿子也都遭贬：
- 王守贞，太子仆，贬施州司户
- 王守廉，太子家令，贬溪州司户
- 王守庆，率更令，贬鹤州司仓
- 王守道，左监门长史，贬涪州参军

王毛仲有一个女儿，嫁给葛福顺的儿子。

## 延伸阅读
[在维基数据编辑]
 《舊唐書·卷106》，出自刘昫《舊唐書》
 《新唐書·卷121》，出自《新唐書》